# Calcio Padova 2015-2016
Questa voce raccoglie le informazioni riguardanti il Calcio Padova nelle competizioni ufficiali della stagione 2015-2016.

## Stagione
Il Padova nel 2015-2016 disputa il ventiseiesimo campionato di terza serie della sua storia, nel girone A di Lega Pro.
In Coppa Italia Lega Pro la squadra si è classificata al terzo posto nel Girone C, dietro al Mantova (qualificato alla fase successiva) e al Pordenone.
Il 29 novembre viene rimosso l'allenatore Carmine Parlato; dal 2 dicembre la guida tecnica è affidata a Giuseppe Pillon.
Concluso il campionato il Padova si classifica è classificato al quinto posto con 54 punti, tre in meno dalla zona Play-off. Miglior marcatore stagionale dei biancoscudati è stato Cristian Altinier che ha firmato 16 reti in campionato ed 1 rete in Coppa Italia.

## Divise e sponsor
Sponsor tecnico è Macron. Sponsor ufficiali sono L'Arte di Abitare, Dermomed, Tiemme Costruzioni. La prima divisa è in completo bianco, la seconda in completo rosso.
| Casa | Trasferta | Terza divisa | Portiere |

## Organigramma societario
Area direttiva
- Presidente: Giuseppe Bergamin
- Vicepresidente: Edoardo Bonetto
- Consigliere e amministratore delegato: Roberto Bonetto
- Soci: Moreno Beccaro, Massimo Poliero, Giampaolo Salot, Walter Tosetto

Area amministrativa
- Segretario sportivo: Fabio Pagliani
- Amministrazione: Benedetto Facchinato
- Segretario settore giovanile: Michele Capovilla
- Collaboratrice segreteria settore giovanile: Veronica Serafin
- Responsabile biglietteria: Riccardo Zanetto
- Collaboratore biglietteria: Alessandro Agostini
- Collaboratore segreteria e logistica: Francesco Stecca

Area comunicazione e marketing
- Responsabile marketing: Enrico Candeloro (World Appeal)
- Immagine e direzione house organ: Ferruccio Ruzzante
- Ufficio stampa e SLO: Massimo Candotti
- Web editor: Dante Piotto

Area tecnica
- Direttore sportivo: Fabrizio De Poli
- Allenatore: Carmine Parlato (fino alla 13ª giornata)
Giuseppe Pillon (dalla 14ª giornata)
- Allenatore in seconda: Rino Lavezzini
- Preparatore atletico: Alan Marin (fino alla 13ª giornata)[2]
Giacomo Tafuro (dalla 14ª giornata)[3]
- Preparatore portieri: Adriano Zancopè
- Responsabile settore giovanile: Giorgio Molon
- Collaboratore area tecnica: Marco Bergamin, Simone Tognon
- Team manager: Giancarlo Pontin
- Dirigente accompagnatore: Pierino D'Ambrosio

## Rosa
Rosa tratta dal sito ufficiale del Padova, aggiornata al 1º febbraio 2016.
| N. |                      | Ruolo | Calciatore              |
| -- | -------------------- | ----- | ----------------------- |
|    | Italia (bandiera)    | P     | Alessandro Favaro       |
|    | Serbia (bandiera)    | P     | Lazar Petkovic          |
|    | Lettonia (bandiera)  | P     | Reinis Reinholds        |
|    | Italia (bandiera)    | D     | Armando Anastasio       |
|    | Italia (bandiera)    | D     | Marco Dell'Andrea       |
|    | Brasile (bandiera)   | D     | Marcus Diniz            |
|    | Italia (bandiera)    | D     | Matteo Dionisi          |
|    | Brasile (bandiera)   | D     | Fabiano                 |
|    | Italia (bandiera)    | D     | Alessandro Favalli      |
|    | Argentina (bandiera) | D     | Franco Gorzelewski      |
|    | Italia (bandiera)    | D     | Daniel Niccolini        |
|    | Italia (bandiera)    | D     | Andrea Sbraga           |
|    | Italia (bandiera)    | C     | Luca Baldassin          |
|    | Italia (bandiera)    | C     | Rosario Bucolo          |
|    | Italia (bandiera)    | C     | Daniele Corti           |
|    | Italia (bandiera)    | C     | Marco Cunico (capitano) |

| N. |                     | Ruolo | Calciatore                   |
| -- | ------------------- | ----- | ---------------------------- |
|    | Italia (bandiera)   | C     | Carlo De Risio               |
|    | Italia (bandiera)   | C     | Manuel Giandonato            |
|    | Italia (bandiera)   | C     | Davide Mazzocco              |
|    | Svizzera (bandiera) | C     | Alban Ramadani               |
|    | Moldavia (bandiera) | C     | Oleg Turea                   |
|    | Italia (bandiera)   | A     | Cristian Altinier            |
|    | Italia (bandiera)   | A     | Salvatore Amirante           |
|    | Italia (bandiera)   | A     | Sebastiano Aperi             |
|    | Italia (bandiera)   | A     | Enrico Bearzotti             |
|    | Italia (bandiera)   | A     | Sergio Cucchiara             |
|    | Italia (bandiera)   | A     | Francesco Finocchio          |
|    | Italia (bandiera)   | A     | Marco Ilari                  |
|    | Brasile (bandiera)  | A     | Neto Pereira (vice capitano) |
|    | Italia (bandiera)   | A     | Nicola Petrilli              |
|    | Italia (bandiera)   | A     | Claudio Sparacello           |

## Calciomercato

### Sessione estiva(dal 01/07 al 31/08)
| Acquisti | Acquisti           | Acquisti       | Acquisti   |
| R.       | Nome               | da             | Modalità   |
| -------- | ------------------ | -------------- | ---------- |
| P        | Alessandro Favaro  | Sacilese       | definitivo |
| P        | Gaetano Pardo      | Virtus Volla   | definitivo |
| D        | Armando Anastasio  | Napoli         | prestito   |
| D        | Marco dell'Andrea  | svincolato     | definitivo |
| D        | Marcus Diniz       | Lecce          | definitivo |
| D        | Fabiano            | Martina        | definitivo |
| D        | Alessandro Favalli | Cremonese      | definitivo |
| D        | Franco Gorzelewski | Huracán        | prestito   |
| C        | Rosario Bucolo     | Martina        | definitivo |
| C        | Daniele Corti      | svincolato     | definitivo |
| C        | Manuel Giandonato  | svincolato     | definitivo |
| C        | Davide Mazzocco    | svincolato     | definitivo |
| C        | Alban Ramadani     | Stade Nyonnais | definitivo |
| C        | Oleg Turea         | Este           | definitivo |
| A        | Cristian Altinier  | Ascoli         | definitivo |
| A        | Enrico Bearzotti   | Verona         | prestito   |
| A        | Sergio Cucchiara   | Trapani        | prestito   |
| A        | Neto Pereira       | svincolato     | definitivo |

| Cessioni | Cessioni      | Cessioni | Cessioni |
| R.       | Nome          | a        | Modalità |
| -------- | ------------- | -------- | -------- |
| P        | Gaetano Pardo | Taranto  | prestito |

### Fuori sessione
| Acquisti | Acquisti         | Acquisti   | Acquisti   |
| R.       | Nome             | da         | Modalità   |
| -------- | ---------------- | ---------- | ---------- |
| P        | Reinis Reinholds | svincolato | definitivo |

| Cessioni | Cessioni           | Cessioni | Cessioni                 |
| R.       | Nome               | a        | Modalità                 |
| -------- | ------------------ | -------- | ------------------------ |
| A        | Salvatore Amirante | -        | risoluzione contrattuale |

### Sessione invernale(dal 04/01 al 01/02)
| Acquisti | Acquisti            | Acquisti    | Acquisti   |
| R.       | Nome                | da          | Modalità   |
| -------- | ------------------- | ----------- | ---------- |
| D        | Andrea Sbraga       | Carrarese   | definitivo |
| C        | Carlo De Risio      | Juve Stabia | definitivo |
| C        | Luca Baldassin      | Lumezzane   | definitivo |
| A        | Francesco Finocchio | Pordenone   | prestito   |
| A        | Claudio Sparacello  | Padova      | prestito   |

| Cessioni | Cessioni          | Cessioni        | Cessioni              |
| R.       | Nome              | a               | Modalità              |
| -------- | ----------------- | --------------- | --------------------- |
| C        | Alban Ramadani    | Pordenone       | prestito              |
| C        | Manuel Giandonato | Virtus Lanciano | prestito              |
| A        | Sebastiano Aperi  | -               | risoluzione contratto |
| A        | Sergio Cucchiara  | Trapani         | fine prestito         |

## Risultati

### Lega Pro

#### Girone di andata
| Arbitro: | Prontera (Bologna) |

|         |           |                 |
| Arma 7’ | Marcatori | 1’ Neto Pereira |

| Arbitro: | Guarino (Caltanissetta) |

|                          |           |  |
| Fabiano 55’ Petrilli 63’ | Marcatori |  |

| Arbitro: | Chindemi (Viterbo) |

|              |           |  |
| Altinier 72’ | Marcatori |  |

| Arbitro: | Schirru (Nichelino) |

|            |           |             |
| Romero 70’ | Marcatori | 43’ Fabiano |

| Arbitro: | Paolini (Ascoli Piceno) |

|  |           |                          |
|  | Marcatori | 14’, 25’ (rig.) Maritato |

| Arbitro: | Di Martino (Teramo) |

|                                         |           |                     |
| Iori 27’ (rig.) Pascali 67’ Litteri 75’ | Marcatori | 60’ (rig.) Altinier |

| Meda 18 ottobre 2015, ore 15:00 CEST 7ª giornata | Renate           | 0 – 0 referto | Padova | Stadio Città di Meda (440 spett.)\| Arbitro: \| Spinelli (Terni) \| |
| Arbitro:                                         | Spinelli (Terni) |               |        |                                                                     |

| Arbitro: | Pillitteri (Palermo) |

|                                   |           |  |
| Neto Pereira 4’ Petrilli 66’, 69’ | Marcatori |  |

| Arbitro: | Pietropaolo (Modena) |

|                                   |           |  |
| Cesarini 6’ Bellazzini 24’ (rig.) | Marcatori |  |

| Padova 8 novembre 2015, ore 15:00 CET 10ª giornata | Padova           | 0 – 0 referto | Pordenone | Stadio Euganeo (4.120 spett.)\| Arbitro: \| D'Apice (Arezzo) \| |
| Arbitro:                                           | D'Apice (Arezzo) |               |           |                                                                 |

| Arbitro: | Lacagnina (Caltanissetta) |

|              |           |              |
| F. Forte 18’ | Marcatori | 60’ Altinier |

| Arbitro: | Volpi (Arezzo) |

|                  |           |                                           |
| Neto Pereira 55’ | Marcatori | 45+3’ Rinaldi 47’ Chinellato 89’ Ruggiero |

| Busto Arsizio 28 novembre 2015, ore 17:30 CET 13ª giornata | Pro Patria               | 0 – 0 referto | Padova | Stadio Carlo Speroni (900 spett.)\| Arbitro: \| Catona (Reggio Calabria) \| |
| Arbitro:                                                   | Catona (Reggio Calabria) |               |        |                                                                             |

| Arbitro: | Nicoletti (Catanzaro) |

|                                    |           |  |
| Neto Pereira 42’ Petrilli 58’, 72’ | Marcatori |  |

| Arbitro: | Meleleo (Casarano) |

|           |           |                               |
| Bruno 75’ | Marcatori | 28’ Altinier 47’ Neto Pereira |

| Arbitro: | Mei (Pesaro) |

|                |           |            |
| A. Favalli 26’ | Marcatori | 83’ Fabbro |

| Arbitro: | Strippoli (Bari) |

|                |           |              |
| M. Marconi 59’ | Marcatori | 19’ Altinier |

#### Girone di ritorno
| Padova 17 gennaio 2016, ore 15:00 CET 18ª giornata | Padova            | 0 – 0 referto | Reggiana | Stadio Euganeo (9.703 spett.)\| Arbitro: \| Perotti (Legnano) \| |
| Arbitro:                                           | Perotti (Legnano) |               |          |                                                                  |

| Arbitro: | Pascita (Agrigento) |

|             |           |                |
| Rantier 77’ | Marcatori | 90+3’ Petrilli |

| Arbitro: | Guida (Salerno) |

|  |           |                               |
|  | Marcatori | 19’ Neto Pereira 83’ Altinier |

| Arbitro: | Giua (Pisa) |

|                            |           |  |
| Corti 75’ Sparacello 90+2’ | Marcatori |  |

| Bolzano 13 febbraio 2016, ore 15:00 CET 22ª giornata | Südtirol                      | 0 – 0 referto | Padova | Stadio Druso (1.232 spett.)\| Arbitro: \| Di Ruberto (Nocera Inferiore) \| |
| Arbitro:                                             | Di Ruberto (Nocera Inferiore) |               |        |                                                                            |

| Arbitro: | Mainardi (Bergamo) |

|  |           |             |
|  | Marcatori | 74’ Litteri |

| Arbitro: | Luciano (Lamezia Terme) |

|                |           |  |
| Altinier 45+1’ | Marcatori |  |

| Arbitro: | Miele (Torino) |

|            |           |                                 |
| Marchi 55’ | Marcatori | 18’, 38’ Finocchio 57’ Altinier |

| Arbitro: | Capone (Palermo) |

|                                      |           |  |
| Altinier 26’, 90+1’ Neto Pereira 41’ | Marcatori |  |

| Arbitro: | Fourneau (Roma) |

|                          |           |              |
| Pederzoli 4’ Buratto 69’ | Marcatori | 78’ Altinier |

| Arbitro: | Prontera (Teramo) |

|                         |           |                  |
| Sbraga 6’ Baldassin 24’ | Marcatori | 35’ A. Brighenti |

| Arbitro: | Maggioni (Lecco) |

|                |           |                  |
| Chinellato 58’ | Marcatori | 78’ Neto Pereira |

| Arbitro: | Annaloro (Collegno) |

|                                            |           |             |
| Altinier 5’ Neto Pereira 21’ Finocchio 89’ | Marcatori | 55’ Montini |

| Arbitro: | Dionisi (L'Aquila) |

|                |           |                                                |
| Kanis 11’, 43’ | Marcatori | 17’ Fabiano 23’ Neto Pereira 41’, 64’ Altinier |

| Arbitro: | Sassoli (Arezzo) |

|  |           |                               |
|  | Marcatori | 33’ Marotta 76’ A. Gasbarroni |

| Arbitro: | Robilotta (Sala Consilina) |

|                              |           |                |
| Candido 52’ Piscitella 90+3’ | Marcatori | 82’ Sparacello |

| Arbitro: | Mantelli (Brescia) |

|                                           |           |  |
| Fabiano 4’ Petrilli 23’ Altinier 25’, 46’ | Marcatori |  |

### Coppa Italia Lega Pro
| Arbitro: | Cipriani (Empoli) |

|             |           |              |
| Ruopolo 88’ | Marcatori | 27’ Altinier |

| Arbitro: | Zingarelli (Siena) |

|  |           |              |
|  | Marcatori | 28’ Cattaneo |

## Statistiche
Statistiche aggiornate all'8 maggio 2016.

### Statistiche di squadra
| Competizione          | Punti | In casa | In casa | In casa | In casa | In casa | In casa | In trasferta | In trasferta | In trasferta | In trasferta | In trasferta | In trasferta | Totale | Totale | Totale | Totale | Totale | Totale | DR  |
| Competizione          | Punti | G       | V       | N       | P       | Gf      | Gs      | G            | V            | N            | P            | Gf           | Gs           | G      | V      | N      | P      | Gf     | Gs     | DR  |
| --------------------- | ----- | ------- | ------- | ------- | ------- | ------- | ------- | ------------ | ------------ | ------------ | ------------ | ------------ | ------------ | ------ | ------ | ------ | ------ | ------ | ------ | --- |
| Lega Pro - Girone A   | 54    | 17      | 10      | 3       | 4       | 26      | 11      | 17           | 4            | 9            | 4            | 20           | 19           | 34     | 14     | 12     | 8      | 46     | 30     | +16 |
| Coppa Italia Lega Pro |       | 1       | 0       | 0       | 1       | 0       | 1       | 1            | 0            | 1            | 0            | 1            | 1            | 2      | 0      | 1      | 1      | 1      | 2      | -1  |
| Totale                | 54    | 18      | 10      | 3       | 5       | 26      | 12      | 18           | 4            | 10           | 4            | 21           | 20           | 36     | 14     | 13     | 9      | 47     | 32     | +15 |

### Andamento in campionato
| Giornata  | 1 | 2 | 3 | 4 | 5 | 6  | 7  | 8 | 9  | 10 | 11 | 12 | 13 | 14 | 15 | 16 | 17 | 18 | 19 | 20 | 21 | 22 | 23 | 24 | 25 | 26 | 27 | 28 | 29 | 30 | 31 | 32 | 33 | 34 |
| --------- | - | - | - | - | - | -- | -- | - | -- | -- | -- | -- | -- | -- | -- | -- | -- | -- | -- | -- | -- | -- | -- | -- | -- | -- | -- | -- | -- | -- | -- | -- | -- | -- |
| Luogo     | C | T | C | T | C | T  | C  | T | C  | T  | T  | C  | T  | C  | T  | C  | T  | T  | C  | T  | C  | T  | C  | T  | C  | T  | C  | C  | T  | C  | T  | C  | T  | C  |
| Risultato | N | V | V | N | P | P  | N  | V | P  | N  | N  | P  | N  | V  | V  | N  | N  | N  | N  | V  | V  | N  | P  | V  | V  | V  | P  | V  | N  | V  | V  | P  | P  | V  |
| Posizione | 6 | 2 | 2 | 3 | 8 | 11 | 11 | 6 | 10 | 11 | 11 | 12 | 12 | 11 | 11 | 11 | 11 | 9  | 9  | 9  | 9  | 9  | 9  | 8  | 7  | 6  | 7  | 7  | 6  | 6  | 5  | 5  | 6  | 5  |

Fonte:  GIRONE A STATISTICA, su lega-pro.com.
Legenda:

Luogo: C = Casa; T = Trasferta. Risultato: V = Vittoria; N = Pareggio; P = Sconfitta.

### Statistiche dei giocatori
In corsivo i giocatori ceduti a stagione in corso.
| Giocatore      | Lega Pro | Lega Pro | Lega Pro    | Lega Pro   | Coppa Italia Lega Pro | Coppa Italia Lega Pro | Coppa Italia Lega Pro | Coppa Italia Lega Pro | Totale   | Totale | Totale      | Totale     |
| Giocatore      | Presenze | Reti     | Ammonizioni | Espulsioni | Presenze              | Reti                  | Ammonizioni           | Espulsioni            | Presenze | Reti   | Ammonizioni | Espulsioni |
| -------------- | -------- | -------- | ----------- | ---------- | --------------------- | --------------------- | --------------------- | --------------------- | -------- | ------ | ----------- | ---------- |
| A. Favaro      | 17       | -19      | 1           | 0          | 1                     | -1                    | 1                     | 0                     | 18       | -20    | 2           | 0          |
| L. Petkovic    | 17       | -11      | 2           | 0          | 1                     | -1                    | 0                     | 0                     | 18       | -12    | 2           | 0          |
| R. Reinholds   | 0        | 0        | 0           | 0          | -                     | -                     | -                     | -                     | 0        | 0      | 0           | 0          |
| A. Anastasio   | 10       | 0        | 2           | 0          | 0                     | 0                     | 0                     | 0                     | 10       | 0      | 2           | 0          |
| M. Dell'Andrea | 0        | 0        | 0           | 0          | 0                     | 0                     | 0                     | 0                     | 0        | 0      | 0           | 0          |
| M. Diniz       | 31       | 0        | 11          | 1          | 2                     | 0                     | 0                     | 0                     | 33       | 0      | 11          | 1          |
| M. Dionisi     | 24       | 0        | 9           | 1          | 2                     | 0                     | 0                     | 0                     | 26       | 0      | 9           | 1          |
| Fabiano        | 26       | 4        | 6           | 1          | 1                     | 0                     | 0                     | 0                     | 27       | 4      | 6           | 1          |
| A. Favalli     | 30       | 1        | 6           | 1          | 1                     | 0                     | 0                     | 0                     | 31       | 1      | 6           | 1          |
| F. Gorzelewski | -        | -        | -           | -          | -                     | -                     | -                     | -                     | -        | -      | -           | -          |
| D. Niccolini   | 11       | 0        | 2           | 0          | 2                     | 0                     | 0                     | 0                     | 13       | 0      | 2           | 0          |
| A. Sbraga      | 17       | 1        | 2           | 0          | -                     | -                     | -                     | -                     | 17       | 1      | 2           | 0          |
| L. Baldassin   | 9        | 1        | 2           | 0          | -                     | -                     | -                     | -                     | 9        | 1      | 2           | 0          |
| R. Bucolo      | 24       | 0        | 3           | 0          | 2                     | 0                     | 1                     | 0                     | 26       | 0      | 4           | 0          |
| D. Corti       | 22       | 1        | 8           | 0          | -                     | -                     | -                     | -                     | 22       | 1      | 8           | 0          |
| M. Cunico      | 20       | 0        | 3           | 0          | 2                     | 0                     | 0                     | 0                     | 22       | 0      | 3           | 0          |
| C. De Risio    | 12       | 0        | 5           | 0          | -                     | -                     | -                     | -                     | 12       | 0      | 5           | 0          |
| M. Giandonato  | 8        | 0        | 3           | 0          | 2                     | 0                     | 1                     | 0                     | 10       | 0      | 4           | 0          |
| D. Mazzocco    | 25       | 0        | 2           | 0          | 1                     | 0                     | 0                     | 0                     | 26       | 0      | 2           | 0          |
| A. Ramadani    | 6        | 0        | 1           | 0          | 1                     | 0                     | 0                     | 0                     | 7        | 0      | 1           | 0          |
| O. Turea       | 2        | 0        | 0           | 0          | 0                     | 0                     | 0                     | 0                     | 2        | 0      | 0           | 0          |
| C. Altinier    | 32       | 16       | 1           | 0          | 2                     | 1                     | 0                     | 0                     | 34       | 17     | 1           | 0          |
| S. Amirante    | 0        | 0        | 0           | 0          | -                     | -                     | -                     | -                     | 0        | 0      | 0           | 0          |
| S. Aperi       | 5        | 0        | 0           | 0          | -                     | -                     | -                     | -                     | 5        | 0      | 0           | 0          |
| E. Bearzotti   | 15       | 0        | 0           | 0          | 1                     | 0                     | 0                     | 0                     | 16       | 0      | 0           | 0          |
| S. Cucchiara   | 0        | 0        | 0           | 0          | -                     | -                     | -                     | -                     | 0        | 0      | 0           | 0          |
| F. Finocchio   | 11       | 3        | 1           | 0          | -                     | -                     | -                     | -                     | 11       | 3      | 1           | 0          |
| M. Ilari       | 25       | 0        | 0           | 0          | 2                     | 0                     | 0                     | 0                     | 27       | 0      | 0           | 0          |
| Neto Pereira   | 30       | 10       | 3           | 0          | 2                     | 0                     | 0                     | 0                     | 32       | 10     | 3           | 0          |
| N. Petrilli    | 30       | 7        | 2           | 0          | 2                     | 0                     | 0                     | 0                     | 32       | 7      | 2           | 0          |
| C. Sparacello  | 11       | 2        | 0           | 0          | -                     | -                     | -                     | -                     | 11       | 2      | 0           | 0          |

## Giovanili

### Organigramma settore giovanile
Come riporta il sito ufficiale:
Responsabili
- Presidente settore giovanile: Massimo Poliero
- Responsabile settore giovanile: Giorgio Molon
- Responsabile attività di base: Alberto Piva
- Responsabile scouting: Ottorino Cavinato

Area dirigenziale
- Logistica: Mauro Goldin
- Tutor foresteria: Marco dal Moro

### Piazzamenti
- Beretti:
  - Allenatore: Carraro Vladimiro
  - Campionato: 12°
- Allievi Nazionali Lega Pro:
  - Allenatore: Saviolo Nicola
  - Campionato: 8°
- Giovanissimi Nazionali:
  - Allenatore: Pedriali Massimo
  - Campionato: 5°
- Giovanissimi Sperimentali:
  - Allenatore: Saccon Massimiliano
  - Campionato: 1°